# Scorpis lineolata
Scorpis lineolata är en fiskart som beskrevs av Kner, 1865. Scorpis lineolata ingår i släktet Scorpis och familjen Kyphosidae. Inga underarter finns listade i Catalogue of Life.